# Oslo kommun
Oslo kommun (norska: Oslo kommune) är med sina drygt 725 000 invånare Norges folkrikaste kommun. Den är belägen i det inre av Oslofjorden och gränsar till Bærums kommun och Ringerike kommun i väster, Lunners kommun i norr, Nittedals kommun, Lillestrøms kommun, Lørenskogs kommun och Enebakks kommun i öster, samt Nordre Follo kommun och Nesoddens kommun i söder. Kommunen utgör ett eget fylke, medan grannkommunerna ingår i Akershus fylke och Buskerud fylke.

## Administrativ historik
De så kallade formannskapslovene, som trädde i kraft den 1 januari 1838, lade grunden för Norges kommuner. Staden Christiania, som anlagts av den danske kungen Christian IV inrättades som bykommune (stadskommun) och området runt staden bildade herredskommunen (landskommunen) Aker.
Christiania utvecklades snabbt under 1800-talet och huvudstadsfunktionen medförde att nya offentliga byggnader uppfördes och befolkningen ökade. År 1842 inrättades Christiania amt. Vid ett flertal tillfällen inkorporerades delar av Akers kommun med Christiania/Oslo kommun, bland annat 1859, 1878 och 1938.
Från den 1 januari 1925 bytte Kristiania namn till Oslo. Det namnet hade tidigare använts för Gamlebyen, den plats där staden legat före den omfattande branden 1624. Från den 1 januari 1948 införlivades hela den tidigare Akers kommun med Oslo kommun, varvid ytan i ett slag 27-faldigades.

## Politik
Kommunfullmäktige, med benämningen bystyret, har 59 medlemmar (Bergen, Stavanger och Trondheim har, trots mindre befolkning fler ledamöter i bystyret). Fullmäktige utser en kommunstyrelse (byråd) med  åtta medlemmar. Oslo kommun utgör även fylkeskommun (motsvarande region i Sverige) och svarar som enda primärkommun själv för de fylkeskommunala ansvarsområdena.

## Administrativ indelning
Kommunen är indelad i 15 administrativa områden, stadsdelar (norska: bydeler). Antalet minskades år 2005 från 25 till 15. Det glesbebyggda området Marka (1 610 invånare), liksom cityområdet (1 471 invånare) ligger utanför indelningen. Till skillnad från motsvarande kommundelsnämnder i vissa svenska kommuner är Oslos bydelsutvalg numera direktvalda av områdets invånare.
| Stadsdel          | Invånare | Areal i km² | Nummer |
| Alna              | 49 801   | 13,7        | 12     |
| Bjerke            | 33 422   | 7,7         | 9      |
| Frogner           | 59 269   | 8,3         | 5      |
| Gamle Oslo        | 58 671   | 7,5         | 1      |
| Grorud            | 27 707   | 8,2         | 10     |
| Grünerløkka       | 62 423   | 4,8         | 2      |
| Nordre Aker       | 52 327   | 13,6        | 8      |
| Nordstrand        | 52 459   | 16,9        | 14     |
| Sagene            | 45 089   | 3,1         | 3      |
| St. Hanshaugen    | 38 945   | 3,6         | 4      |
| Stovner           | 33 316   | 8,2         | 11     |
| Søndre Nordstrand | 39 066   | 18,4        | 15     |
| Ullern            | 34 569   | 9,4         | 6      |
| Vestre Aker       | 50 157   | 16,6        | 7      |
| Østensjø          | 50 806   | 12,2        | 13     |

## Tätorter
Den södra tredjedelen av kommunen utgör de centrala delarna av den norska huvudstaden Oslo (som i form av tätorten Oslo även sträcker sig in i tio kommuner i Akershus fylke).
Två tredjedelar av kommunen ingår i det stora skogsområdet som kallas Marka.
Utöver Oslo finns den lilla tätorten Movatn med drygt 300 invånare.

## Socknar
Inom Norska kyrkan är Oslo kommun indelad i 39 socknar (församlingar) i fem prosterier (kontrakt):

### Oslo domprosteri
- Bygdøy socken
- Fagerborgs socken
- Frogners socken
- Gamlebyen og Grønlands socken
- Kampens socken
- Oslo domkyrkas socken
- St. Hanshaugens socken
- Uranienborgs socken
- Vålerenga socken

### Groruddalens prosteri
- Ellingsrud og Furusets socken
- Groruds socken
- Høybråten, Fossum og Stovners socken
- Tonsens socken
- Østre Aker og Haugeruds socken

### Nordre Akers prosteri
- Hasle socken
- Paulus og Sofienbergs socken
- Sagene og Iladalens socken
- Sinsens socken
- Torshov og Lilleborgs socken

### Søndre Akers prosteri
- Bekkelaget og Ormøy socken
- Bølers socken
- Hauketo-Prinsdals socken
- Holmlia socken
- Klemetsrud og Mortensruds socken
- Lambertseters socken
- Ljans socken
- Mangleruds socken
- Nordstrands socken
- Oppsals socken

### Vestre Akers prosteri
- Bakkehaugen, Majorstuen og Vestre Akers socken
- Grefsens socken
- Maridalens socken
- Nordbergs socken
- Ris socken
- Røa socken
- Skøyens socken
- Sørkedalens socken
- Ullerns socken
- Voksens socken

Socknarna och prosterierna ingår i Oslo stift.